# Marijan Markovac
Marijan Markovac (Donji Andrijevci, 19. kolovoza 1887. – Zagreb, 1956.) bio je hrvatski etnograf.

## Životopis
Rodio se 19. kolovoza 1887. godine u Donjim Andrijevcima u kući Mijatovih, od oca Andrije i majke Kate, rođene Vukašinović. Nakon srednjoškolskog obrazovanja u Slavonskom Brodu, završio je višu Učiteljsku školu u Đurđevcu gdje je ispočetka i radio. Nedugo zatim postao je profesor na današnjoj Učiteljskoj akademiji u Zagrebu. Jedno vrijeme bio je i kustos
Hrvatskog školskog muzeja u Zagrebu. Još jedna od zanimljivosti vezana uz Marijana Markovca svakako je i njegova aktivnost na etnografskom polju. Sam kaže da je ispočetka sabirao etnografsku građu za sebe i svoju zabavu, a kasnije se obratio iskusnijim ljudima, tj. vodećim ljudima tadašnje etnologije.
Nakon toga ga je tadašnji Etnografski odjel Hrvatskog narodnog muzeja (današnjega Etnografskog muzeja u Zagrebu) često slao kao svojega povjerenika u Slavoniju. Kao plod toga rada ostala su iza njega mnoga djela objavljivana   u dnevnoj i periodičkoj štampi, a posebno su tu istaknute Etnografske spomenice i Etnografske zbirke u narodnim školama te monografija Selo i seljaci u slavonskoj Posavini. Jedan od članaka u kojemu se izričito govori o običajima sela Donji Andrijevci tj. Božić u slavonskoj Posavini  (Dolnji Andrijevci)  (1935.). Umro je 1956. godine u Zagrebu.

## Djela
- "Etnografske spomenice i etnografske zbirke u narodnim školama Banovine Hrvatske", Zagreb, 1940.
- "Stari svatovski običaji u Andrijevcima", Beograd, 1935.
- "Školska radionica : tehnologija oruđa i radnog materijala", Zagreb, 1931.